# 千歲町停留場 (北海道)
千歲町停留場（日语：／ Chitosechō teiryūjō */?）是位於北海道函館市千歲町27番地先、新川町23番地先，函館市交通局（函館市電）湯之川線沿線的鐵路車站。

## 歷史
- 1913年（大正2年） - 東川橋站開始營業。
- 1919年（大正8年） - 改稱為新川橋站。
- 日期不明 - 改稱為千歲町站。
- 1947年（昭和22年） - 改稱為警察署前站。
- 1973年（昭和48年） - 再次改稱為千歲町站。

## 新川車庫的關係
- 1913年（大正2年）6月29日，由於東雲町（後來的勞動會館前）～湯川之間路線電氣化，而在當時的東川橋站附近亦完成興建「新川車庫」。
- 新川車庫在1926年發生火災，共有31輛電車被燒毀。部份殘留的200型（初代）電車被組合成新的100型電車，同時亦翻新50型電車。
- 1934年（昭和9年）3月21日發生函館大火，新川車庫被完全燒毀。由於不建議舊址重建，因此決定興趣新的車庫及工場，並且分散在不同的地方（柏木車庫、駒場車庫）。
- 此外，在本車站旁邊的「水電電車辦公室」亦於函館大火中燒毀。亦不建議舊址重建。
- 現在，車庫的舊址為北海道電力函館分店。

## 車站構造
- 千歲町站擁有2個月台（側式月台）、2條電車路線（相反方向）。
- 2007年3月，往湯之川方向的月台進行縮短工程。

## 車站周邊
- 函館地方法庭
- 函館地方檢察廳
- 函館地方法務局
- 函館地方合同廳舍
- 函館公共職業安定所（Hello Work 函館）
- 北海道電力函館分店
- 北海道道83號函館南茅部線
- 函館巴士「千歲町」站

## 相鄰停留場
函館市交通局（函館市電）
湯之川線
昭和橋（DY13）－千歲町（DY14）－新川町（DY15）

## 外部連結
- 車站情報 - 千歲町（日文）